# Părău
Părău – wieś w Rumunii, w okręgu Braszów, w gminie Părău. W 2011 roku liczyła 563 mieszkańców.